# Порнографія в Україні
Порнографія заборонена в Україні. 2009 року глава держави Віктор Ющенко підписав новий закон. Закон було схвалено Верховною Радою.

#### Зберігання, розповсюдження, продаж та виробництво порнографічної продукції заборонено законом, який вважається суворим. Зберігання порнографічної продукції карається позбавленням волі на три роки. Порнографія визначається законом як: «Грубе, пряме, цинічне, непристойне зображення плотської любові (без будь-якої іншої мети) з явною демонстрацією геніталій, неетичних частинстатевого акту,тілесних відхилень»[3].
У той же час порнографія дозволена в «медичних цілях».
2016 року порнопродукція легально демонструвалася на трьох телеканалах кабельного телебачення.